# Pusan Asiad Stadium
Pusan Asiad Stadium – stadion piłkarski położony w koreańskim mieście Pusan. Spotkania domowe rozgrywa na nim klub K-League, Busan I'Park.

## Historia
Stadion został otwarty w 2001 roku. Posiada 53 864 miejsc siedzących. Rozegrane zostały na nim trzy mecze Mistrzostw Świata 2002:
Mecze fazy grupowej:
- 2 czerwca:  Paragwaj 2 : 2 RPA
- 4 czerwca:  Korea Południowa 2 : 0 Polska
- 6 czerwca:  Francja 0 : 0 Urugwaj

## Szczegóły
- Nazwa: Pusan Asiad Stadium
- Pojemność: 53 864
- Gospodarz: Busan I'Park
- Ukończenie budowy: lipiec 2001
- Miejsce: Pusan, Korea Południowa